# Bill Williams (programmatore)
Bill Williams (Pontiac, 29 maggio 1960 – Rockport, 28 maggio 1998) è stato un autore di videogiochi e programmatore statunitense.
Nel 1982 pubblicò il suo primo videogioco, Salmon Run, per il computer Atari a 8-bit. Successivamente realizzò due progetti per la Synapse Software: Necromancer (1982) e Alley Cat (1983, probabilmente il suo lavoro più celebre).
In seguito passò alla Amiga, dove pubblicò titoli quali Mind Walker (1986), Sinbad and the Throne of the Falcon (1987), Pioneer Plague (1988) e Knights of the Crystallion (1990).
Verso la fine della sua carriera videoludica scrisse la versione del Monopoly per il Nintendo Entertainment System e Bart's Nightmare per Super Nintendo: mentre stava progettando il gioco del celebre personaggio dei Simpson, a seguito delle continue intromissioni dell'azienda produttrice (la Acclaim Entertainment) decise di ritirarsi dal mondo dei videogiochi.
Negli ultimi anni della sua vita frequentò la Scuola luterana di Teologia a Chicago. Sofferente di fibrosi cistica, patologia che lo avrebbe portato rapidamente alla morte, pochi giorni prima di perire diede alle stampe il libro Naked Before God: The Return of a Broken Disciple, nel quale si autodescriveva come un discepolo di Cristo intento a capire le sue lotte con la malattia e il messaggio di Gesù.